# Xã Cedar, Quận Cowley, Kansas
Xã Cedar (tiếng Anh: Cedar Township) là một xã thuộc quận Cowley, tiểu bang Kansas, Hoa Kỳ. Năm 2010, dân số của xã này là 37 người.